# August Friedrich Schweigger

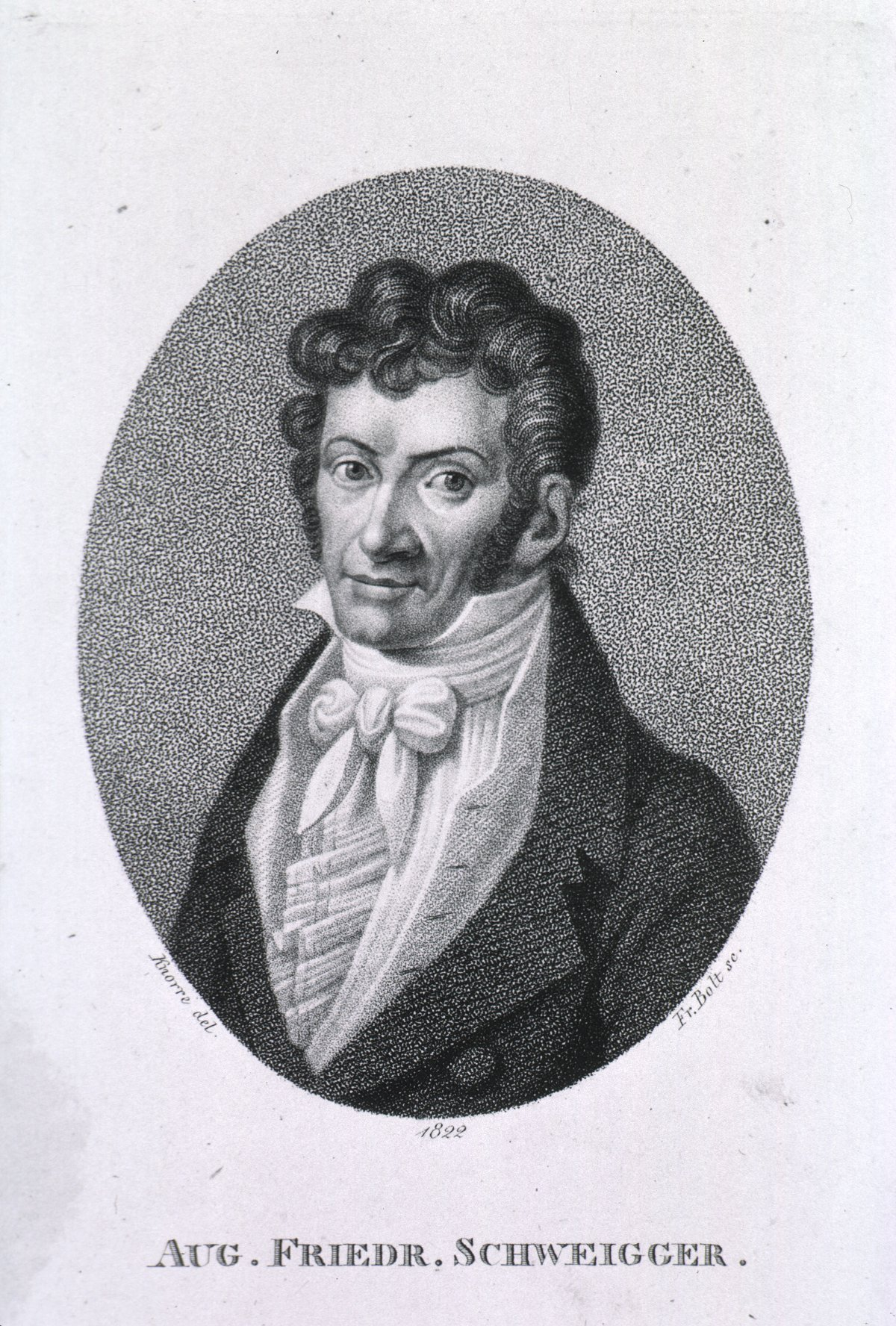
August Friedrich Schweigger

August Friedrich Schweigger (* 8. September 1783 in Erlangen; † 28. Juni 1821 ermordet bei Agrigent, Sizilien) war ein preußisch-bayrischer, deutscher Naturforscher. Sein offizielles botanisches Autorenkürzel lautet „Schweigg.“ Er wurde nach seinem Taufpaten August Friedrich Pfeiffer benannt.

## Leben und Wirken
Schweigger stammte aus einer angesehenen Gelehrtenfamilie und war der Bruder von Johann Salomo Christoph Schweigger. Er studierte Medizin, Botanik und Zoologie, zuerst an der Universität Erlangen, an der Universität Halle, 1804 in Berlin und 1806 in Paris. Hier war er bei dem Botaniker Jussieu und Mineralogen Hauy. Er wurde 1809 Professor für Botanik und Medizin an der Universität Königsberg. In der Zeit der preußischen Bildungsreform war er ab 1810 Mitglied  der Wissenschaftlichen Deputation, die das Bildungswesen im Sinne des Neuhumanismus umgestalten sollte.
Seine Arbeiten galten vorzugsweise der Schaffung eines Pflanzensystems auf natürlicher Grundlage, die er statt in einseitiger Berücksichtigung bloß äußerlicher Merkmale durch eine vergleichende anatomische und physiologische Betrachtung der einzelnen Pflanzenkörper zu gewinnen strebte. Als Zoologe bewährte sich Schweigger durch seine Studien über die Schildkröte und stellte außerdem anatomisch-physiologische Untersuchungen über die Korallen an, die er seinen „Betrachtungen auf naturhistorischen Reisen“ (1819) einfügte. Nachdem er im Wintersemester 1819/20 auch Rektor der Alma Mater gewesen war, unternahm er eine Forschungsreise nach Sizilien. 1821 wurde er während einer Exkursion in der „Grotta affumata“ bei Cammarata durch einen Führer ermordet.

## Ehrungen
1813 wurde er zum Mitglied der Leopoldina gewählt. Seit 1814 war er korrespondierendes Mitglied der Bayerischen Akademie der Wissenschaften.
Ihm zu Ehren wurde die Gattung Schweiggeria Spreng. der Pflanzenfamilie der Veilchengewächse (Violaceae) benannt. Der Dresdner Botaniker und Pharmazeut Friedrich Holl benannte ihm zu Ehren den fossilen Skorpion Scorpio schweiggeri Holl, 1829.

## Werke
- Specimen florae erlangensis. 1805
- Kranken- und Armenanstalten in Paris. Bayreuth: Lübeck, 1809
- Mit Heinrich Friedrich Franz Körte: Flora erlangensis. 1811
- Prodromus monographiae Cheloniorum. Königsberger Archiv. Naturwiss. Math. 1:271–368, 406–468.
- Beobachtungen auf naturhistorischen Reisen. Berlin, 1819
- Handbuch der Naturgeschichte der skelettlosen ungegliederten Tiere. Leipzig, 1820
- De plantarum classificatione naturalis. 1821